# Qualitätskontrollbehörde
Die Qualitätskontrollbehörde für Abschlussprüfer und Prüfungsgesellschaften (QKB) ist seit September 2005 als oberstes Aufsichts- und Kontrollgremium des österreichischen Systems der externen Qualitätssicherung im Bereich der Abschlussprüfer und Prüfungsgesellschaften beim Bundesministerium für Wirtschaft, Familie und Jugend angesiedelt und tätig. Sie ist ein Pendant zur APAK in Deutschland.

## Rechtsgrundlage
Die rechtliche Grundlage für die Einrichtung der QKB als öffentliche Aufsichts- und Qualitätskontrollbehörde sind  das Abschlussprüfungs-Qualitätssicherungsgesetz (A-QSG) und die Abschlussprüfungs-Qualitätssicherungsrichtlinie (A-QSRL). Dadurch wurde die Richtlinie 2006/43/EG (Abschlussprüfungsrichtlinie) (Richtlinie 2006/43/EG des Europäischen Parlaments und des Rates vom 17. Mai 2006 über Abschlussprüfungen von Jahresabschlüssen und konsolidierten Abschlüssen vom 29. Juni 2006) umgesetzt.

## Qualitätssicherungssystem
Das Abschlussprüfungs-Qualitätssicherungsgesetz (A-QSG) sieht eine regelmäßige verpflichtende externe Qualitätsprüfung für alle Abschlussprüfer vor. Abhängig von den durchgeführten Abschlussprüfungen unterliegen Abschlussprüfer einem dreijährigen (Kreditinstitute, Versicherungen, börsennotierte Unternehmen, Pensionskassen) oder einem sechsjährigen (alle anderen Pflichtprüfungen) Prüfungsintervall. Die externen Qualitätsprüfungen sind durch in die Liste der Qualitätsprüfer eingetragene Berufsangehörige (Wirtschaftsprüfer, Revisoren) durchzuführen.

## Behörden
Zuständige Behörde ist in erster Instanz der Arbeitsausschuss für externe Qualitätsprüfungen.
Als Behörde zweiter Instanz wurde beim Bundesministerium für Wirtschaft, Familie und Jugend die Qualitätskontrollbehörde für Abschlussprüfer und Prüfungsgesellschaften (QKB) eingerichtet. Diese besteht aus sechs Mitgliedern und Ersatzmitgliedern.
Die Qualitätskontrollbehörde ist berechtigt, jederzeit Informationen über die Annahme von berufsrechtlichen Vorschriften betreffend die Ausübung der Tätigkeit der Abschlussprüfung von der Kammer der Wirtschaftstreuhänder einzuholen. Die Qualitätskontrollbehörde untersteht der Aufsicht des Bundesministers für Wirtschaft, Familie und Jugend (§ 20 A-QSG).
Zu den Aufgaben der QKB zählen unter anderem die Führung des „Öffentlichen Registers“, in das alle Abschlussprüfer und Prüfungsgesellschaften einzutragen sind, welche sich in regelmäßigen Zeitabständen einer externen Qualitätsprüfung unterziehen und über eine gültige Bescheinigung über die positive Teilnahme an der externen Qualitätsprüfung verfügen. Zudem ist die QKB für die europäische und internationale Zusammenarbeit im Bereich der Aufsicht über Abschlussprüfer und Prüfungsgesellschaften zuständig. Sie arbeitet mit den zuständigen Stellen anderer Mitgliedstaaten der Europäischen Union sowie mit internationalen Gremien, insbesondere mit International Forum of Independent Audit Regulators (IFIAR) zusammen und nimmt regelmäßig an den etablierten Expertengremien teil.